# У-вэй
У-вэй (кит. трад. 無為, упр. 无为, пиньинь wúwéi) — созерцательная пассивность. Это слово часто переводится как «неделание» или «недеяние», другим вариантом перевода является «немотивированность» или, согласно И. А. Арсееву, «спонтанность». Самым главным качеством неделания является отсутствие причин для действий. Нет ни размышления, ни расчёта, ни желания. Между внутренней природой человека и действием его в мире нет вообще никаких промежуточных шагов. Действие происходит внезапно и, как правило, достигает цели самым коротким путём, так как опирается на восприятие здесь и сейчас. Антиподом «у-вэй» является «вэй».

## Природа у-вэй
Согласно Лао-Цзы, «если кто-либо хочет овладеть миром и манипулирует им, того постигнет неудача. Ибо мир — это священный сосуд, которым нельзя манипулировать. Если же кто хочет манипулировать им, уничтожит его. Если кто хочет присвоить его, потеряет его».
Чешский философ Якуб Матл отмечал: «Соблюдение „меры вещей“ является для человека главной жизненной задачей. Не-деяние или, скорее, деятельность без нарушения этой меры (у вэй) является не поощрением к деструктивной пассивности, но объяснением сообщества человека и мира на единой основе, которой является дао».
Кандидат философских наук Н. Г. Пряхин отмечает, что Лао-цзы рассматривал человека и весь мир в качестве законного порождения дао. Отсюда человек, являясь частью природы, должен иметь в качестве своего предназначения следование по пути добродетели (дэ) и прожить жизнь соответствуя природе. Лао-цзы видел корень зла в людях в отступлении от тех законов, которые предписаны самой природой. Таким образом, любая деятельность, которая противоречит дао, и становится причиной народных несчастий, а значит, главным правилом повседневности должно стать недеяние — «увэй». Лао-цзы говорил: «Знающий не доказывает, доказывающий не знает. Мудрый человек ничего не накапливает. Он всё делает для людей и все отдает другим. Дао мудрого человека — это деяние без борьбы». Пряхин в связи с этим указывает, что: «Недеяние, как ясно из только что приведенных рассуждений, на самом деле есть именно деяние, притом весьма активное, соответствующее законам природы — соответствующее дао. Доверчивость, доброта и забота о народе отличают „непротивленца“, следующего дао».

## Влияние
Принцип у-вэй оказал значительное влияние на учение о неделании Л. Н. Толстого.